# 客雅
客雅，是台灣新竹市的一個地名，在今北區、東區交界地帶，範圍包括北區的客雅里、中雅里、西雅里、育英里，以及東區的振興里、光鎮里、新興里、新光里等里。

## 歷史
台灣清治末期至日治前期，該地區為一街庄，稱為「客雅庄」，隸屬於竹北一堡。該庄北與崙仔庄為鄰，東與新竹街為鄰，東南邊與南邊為青草湖庄，西邊為牛埔庄。
1920年（日治大正九年），改制為「客雅」大字，隸屬於新竹州新竹郡新竹街。1930年新竹街升格為新竹市，該地區仍屬之。戰後之初新竹市改制為省轄市，大字亦改制為里。其後因人口增加，已拆分為許多個里。

## 學校
- 國立清華大學南大校區
- 新竹市立成德高級中學
- 育賢國中
- 新竹國小
- 陽光國小

## 廟宇
- 新竹內天后宮（媽祖廟）
- 新竹神社（計畫修復中）
- 新竹天公壇 (玉皇大帝)
- 新竹北極殿(玄天上帝)